# Dělo

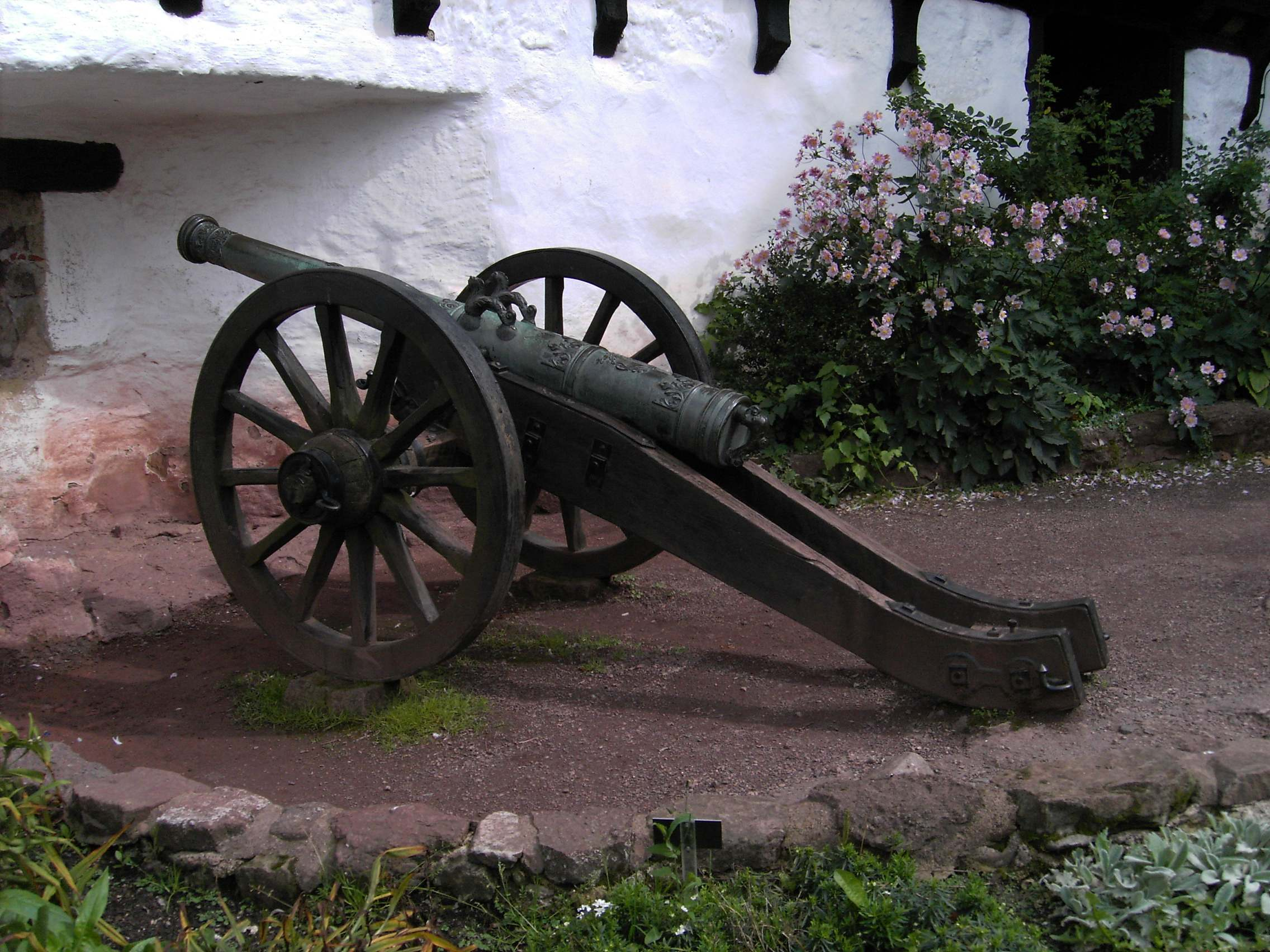
Kanón ze 17. století – příklad děla s pevnou hlavní a nabíjením zepředu

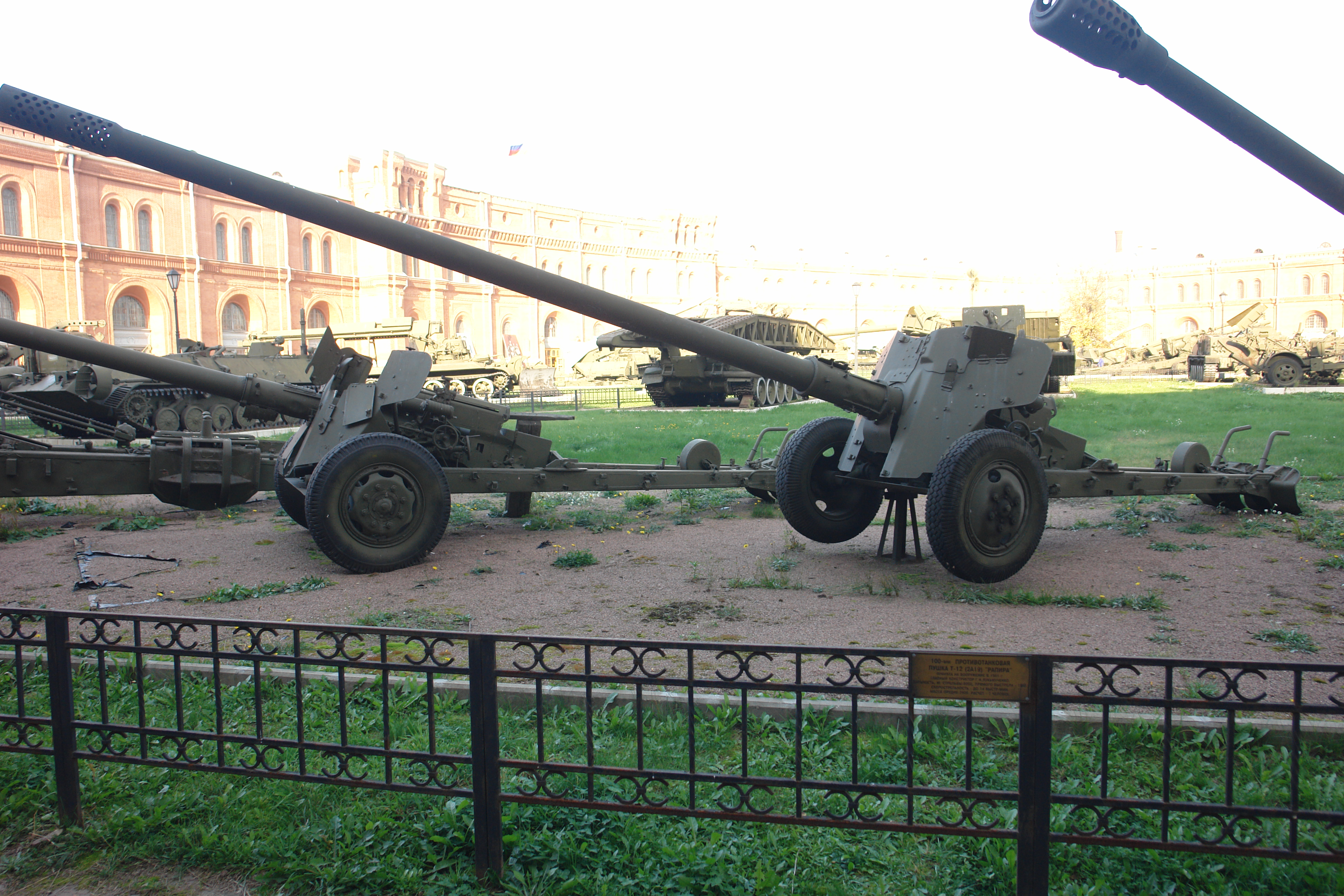
Tažený 100mm protitankový kanón T-12

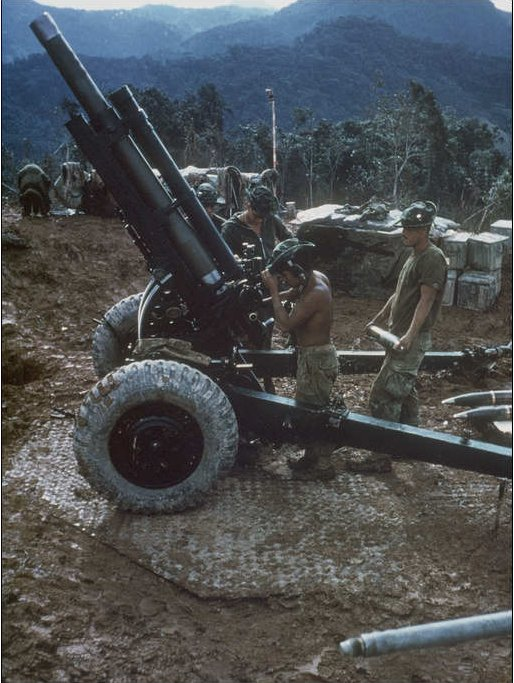
Tažená 105mm houfnice M101

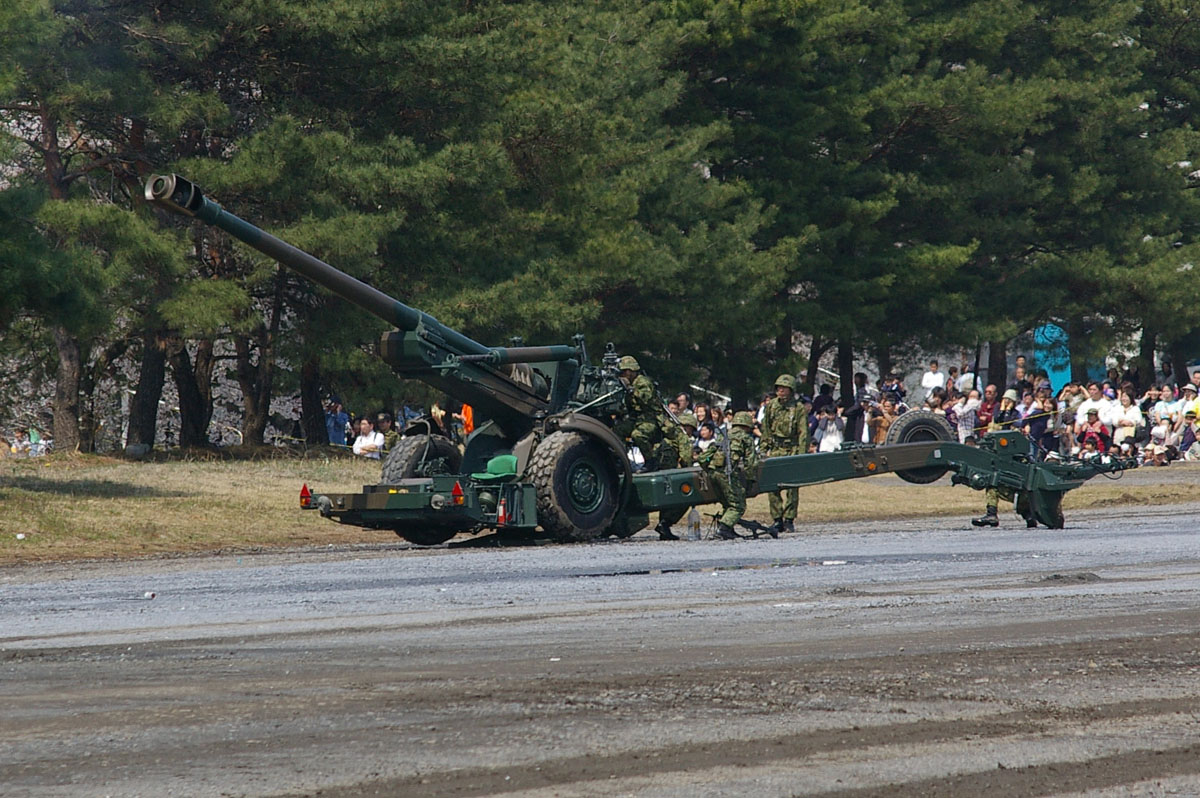
Tažená 155mm kanónová houfnice FH 70- všimněte si podstatně delší hlavně, než u houfnice M101

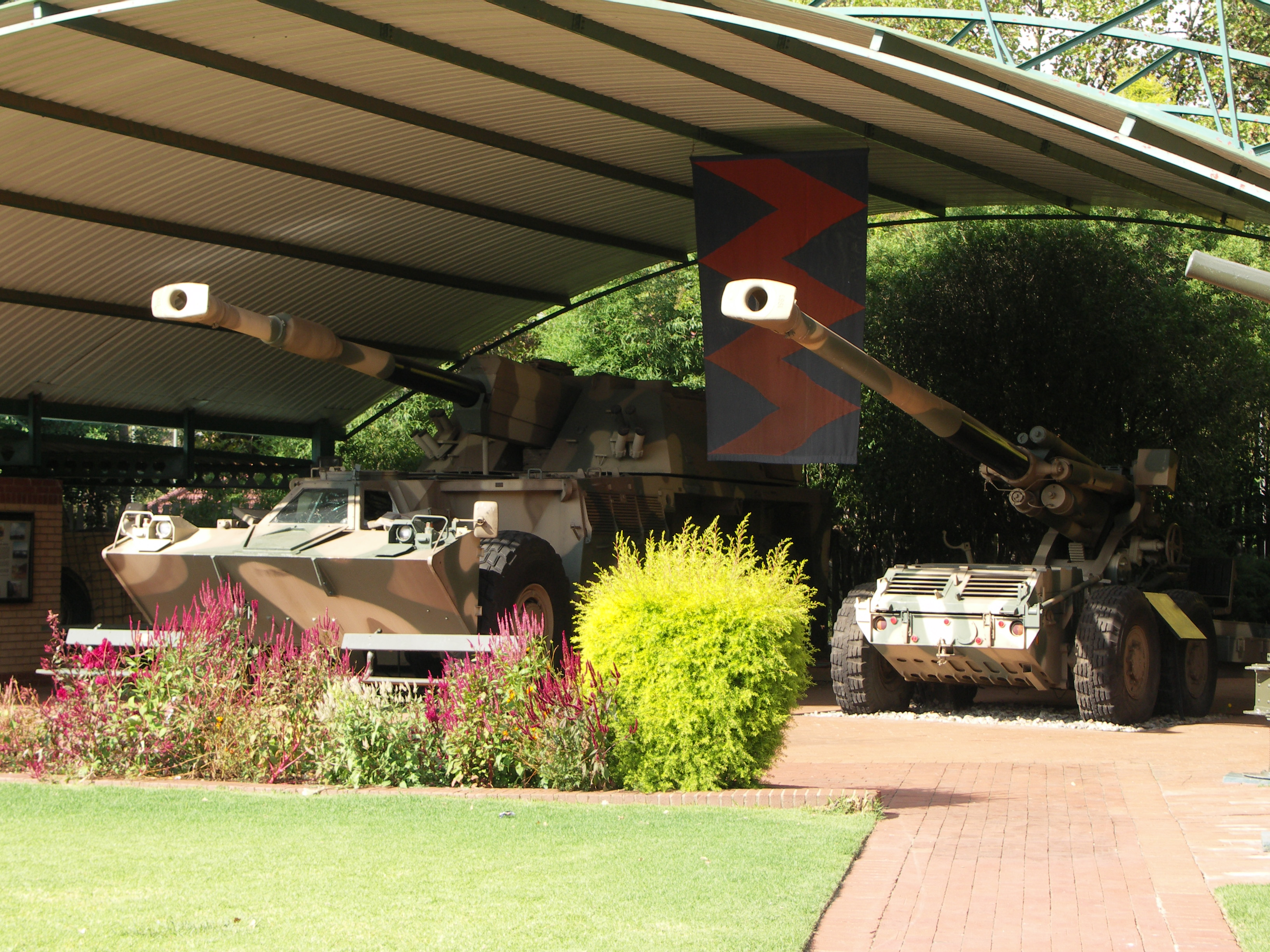
Vpravo samojízdná kanónová houfnice G5 - v "krabici" vepředu se ukrývá motor, umožňující pohyb houfnice na krátké vzdálenosti; nad i pod hlavní jsou dobře viditelné hydraulické válce brzdo-vratného zařízení.
Vlevo samohybná kanónová houfnice G6, využívající stejnou hlaveň jako G5, lafetovanou ve střelecké věži na (pro houfnice) netypickém kolovém podvozku

Dělo je dělostřelecká hlavňová zbraň ráže alespoň 20 mm. Pro velkou hmotnost a silný zpětný ráz se umisťuje na lafetu. Ve výzbroji jsou zavedena děla jakožto palné zbraně. Z děl menších ráží se střílí jednotné (integrované) náboje, u větších ráží se používá dělené střelivo (zvlášť se do hlavně vkládá střela a zvlášť tuhá výmetná náplň). Dělají se pokusy např. s děly na tekutou výmetnou náplň, ale i s děly na elektromagnetickém principu. V civilní sféře se uplatňují i děla pneumatická, u kterých se využívá k vymetení „střely“ stlačeného vzduchu (např. k vystřelování reklamních triček do davu, nebo na americkém venkově oblíbená střelba dýněmi na dálku).
Děla můžeme rozdělovat podle několika kritérií.
Podle vývrtu hlavně:
- Hladký vývrt hlavně – historické typy děl, u kterých nebyla střela nijak stabilizována, ale také např. moderní tankové kanóny kde je střela za letu stabilizována křidélky v její zadní části (odtud název šípová stabilizace)
- Drážkovaný vývrt hlavně – prakticky všechna soudobá děla, střela je za letu stabilizována rotací, která je jí udělena při průletu touto hlavní (drážky stočené do spirály roztočí střelu kolem její osy)

Podle pohyblivosti hlavně vůči lafetě:
- S pevnou hlavní – pouze historická děla
- Se zákluznou hlavní – dělo opatřené brzdo-vratným zařízením (obvykle hydraulickým), které je vloženo mezi hlaveň a lafetu a které účinně tlumí zpětný ráz hlavně, rozloží jej v čase a následně vrátí hlaveň do výchozí polohy
- Bezzákluzová děla – dělo, obvykle kanón, u kterého je zpětný ráz vyrovnán jinak, než brzdo-vratným zařízením (více u hesla kanón)

Podle místa působení děla:
- Děla letecká – konstruují se zásadně jako kanóny
- Děla lodní – obvykle se označují jako kanóny, ale všechna současná lodní děla jsou děla univerzální, která se používají jak k palbě přímé – na ostatní lodě, na objekty na pobřeží, na letadla (to ale zcela výjimečně, na obranu lodí proti letadlům slouží Protiletadlové řízené střely), tak k palbě nepřímé – ostřelování cílů v hloubi nepřátelského území
- Děla pozemní – ta dále dělíme podle typu na:
  - kanóny – děla pro přímou palbu, vyznačují se dlouhou hlavní (40 až 80násobek její ráže)
  - houfnice – děla pro nepřímou palbu, mající krátkou hlaveň (15 až 30násobek její ráže)
  - kanónové houfnice – děla primárně určená pro nepřímou palbu, ale schopná plnohodnotné přímé palby (dlouhá hlaveň)

Pozemní děla také dělíme na
- stacionární (na nepohyblivé základně), děla vestavěná do pevnostních objektů, a
- mobilní (přepravitelná), která dále rozdělujeme na:
  - vezená (např. na nákladních automobilech, dříve se lehčí rozebiratelné typy vozily na zvířatech (koních, mezcích)
  - tažená (automobilem, spec. dělostřeleckým tahačem, dříve i zvířaty)
  - samojízdná (tažená děla vybavená pomocným motorem pro pohyb v terénu na krátké vzdálenosti)
  - samohybná (lafetovaná na samohybném podvozku – pásovém, kolovém)